# Église Nikitskaia (Vladimir)
L'église Nikitskaia (Vladimir) (en russe : Никитская церковь ou Церковь Никиты Мученика) ou église de Nikita, martyr, est dédiée au saint martyr Nicétas le Goth dont le nom russe est Nikita. Elle se trouve dans le centre de la ville de Vladimir à proximité de la Porte dorée et du Couvent Kniaguinine . Elle fut érigée entre 1762 et 1765 en style baroque. Sa restauration, commencée il y a quelques années, se poursuit durant l'année 2015. Une chapelle y est accessible pour les offices religieux. 

## Histoire
Au XIIe siècle à l'emplacement occupé par l'église actuelle, se trouvait un monastère des Saints Côme et Damien. Ce monastère participait au système défensif de la ville vu sa proximité de la porte de Vladimir du nom d'Irinina. Au XVIe siècle cette vocation défensive disparut du fait de l'extension de la ville. La date de disparition de ce monastère n'est pas connue. 
Sur le même emplacement au XVIe siècle est construite une église en bois en l'honneur des miracles de Côme et Damien.
En 1762, à la place de l'église en bois, et grâce aux moyens offerts par le marchand Simon Lazarev, la construction de l'église actuelle est entreprise. Elle est dédiée à Saint Nikita martyr, sans que l'on sache la raison précise du choix de ce protecteur. En 1765, l'église est achevée et son nom est donné également à la rue qui descend vers elle depuis la Porte dorée de Vladimir.
C'est une des rares églises de Vladimir dont le style extérieur est baroque. Ce style est présent ailleurs dans la ville : en effet, en 1767, l'impératrice Catherine II ordonna de transformer dans l'esprit du temps, la décoration et les iconostases de la Cathédrale de la Dormition. À la place d'anciennes icônes de Roublev, de nouvelles furent installées de style baroque.
L'église est très bien orientée par rapport aux ruelles et aux espaces urbains qui l'entourent et mettent sa haute silhouette en valeur. Elle est visible depuis la Porte dorée. La structure de ses étages est complexe, mais les galeries de fenêtres de chaque étage relient harmonieusement l'ensemble.
Dans les années 1794-1801, une église de même plan et de même décoration baroque que l'église Nikitskaîa, a été construite a Dmitrov dans l'oblast de Moscou. Elle est dédiée à la Trinité sous le vocable d'église de la Trinité-Tikhvinski (ru) et reste ouverte au culte.